# Bundesstraße 266
De Bundesstraße 266 (kort: B 266) is een bundesstraße in de Duitse deelstaten Noordrijn-Westfalen en Rijnland-Palts.
Hij begint bij Simmerath niet ver van de Belgische grens en loopt door de Eifel en door Euskirchen en Rheinbach Bad Neuenahr-Ahrweiler om te eindigen in Linz am Rhein.
Tussen Rheinbach en Bad Neuenahr-Ahrweiler is die B 266 vervangen door de A61 en de A573. Het gedeelte tussen het stadsdeel Kripp in Remagen en Linz am Rhein is een veerverbinding over de Rijn.

## Uitbouw/planningen
In het noordelijke deel is een rondweg gepland bij Kesternich.
In Bad Neuenahr-Ahrweiler (Heerstraße) is een rondweg in aanbouw; deze zal in zuidelijke richting aangesloten worden op de reeds bestaande rondweg van het stadsdeel Heimersheim. In zijn verdere verloop zal de B 266 aangesloten worden op het reeds bestaande knooppunt in de A 573. Zo ontstaat er een directe verbinding tussen de A 571 en A 573. Met de bouw van dit gedeelte werd in maart 2009 begonnen en het zal in de zomer van 2016 gereed zijn.
Verder wordt bij Ehlingen het reeds in zand aangelegde knooppunt afgebouwd en is er een nieuwe brug over de Ahr als enkelbaans verbinding naar de oude bundesstraße ten westen van Bad Bodendorf gepland. In de toekomst is men van plan om een gedeelte te verbreden naar vier rijstroken dat aansluit op de vierstrooks rondweg van Bad Bodendorf die dan ten westen van Remagen-Kripp aan zal sluiten. Tevens zal volgens het plan Remagen-Krip een zuidelijke rondweg met een nieuwe Rijnbrug krijgen.
B1 · B3 · B7 · B8 · B9 · B10 · B26 · B27 · B35 · B37 · B38 · B39 · B40 · B41 · B42 · B43 · B43a · B44 · B45 · B47 · B48 · B49 · B50 · B51 · B52 · B53 · B54 · B55 · B55a · B56 · B56n · B57 · B58 · B59 · B61 · B62 · B63 · B64 · B65 · B66 · B66n · B67 · B68 · B70 · B80 · B83 · B84 · B219 · B220 · B221 · B223 · B224 · B225 · B226 · B227 · B228 · B229 · B230 · B231 · B233 · B234 · B235 · B236 · B237 · B238 · B239 · B241 · B249 · B250 · B251 · B252 · B253 · B254 · B255 · B256 · B257 · B258 · B259 · B260 · B261 · B262 · B263 · B264 · B265 · B266 · B267 · B268 · B269 · B270 · B271 · B272 · B274 · B275 · B277a · B278 · B279 · B284 · B288 · B323 · B324 · B326 · B327 · B399 · B400 · B403 · B405 · B406 · B407 · B409 · B410 · B411 · B412 · B413 · B414 · B416 · B417 · B418 · B419 · B420 · B421 · B422 · B423 · B424 · B426 · B427 · B428 · B429 · B448 · B449 · B450 · B451 · B452 · B453 · B454 · B455 · B456 · B457 · B458 · B459 · B460 · B469 · B473 · B474 · B475 · B476 · B477 · B478 · B479 · B480 · B481 · B482 · B483 · B484 · B485 · B486 · B487 · B488 · B489 · B499 · B504 · B506 · B507 · B508 · B509 · B510 · B511 · B513 · B514 · B515 · B516 · B517 · B519 · B520 · B521 · B525 · B528 · B611